# Lotta greco-romana ai Giochi della X Olimpiade - Pesi gallo
La competizione della categoria pesi gallo (fino a 56 kg) di lotta greco-romana dei Giochi della X Olimpiade si è svolta dal 4 al 7 agosto al Grand Olympic Auditorium in Los Angeles.

## Formato
Ad ogni incontro venivano assegnate le seguenti penalità:
- 0 = Al vincitore per schienata
- 1 = Al vincitore ai punti
- 3 = Allo sconfitto

Con cinque punti o più di penalità il lottatore veniva eliminato.

## Risultati
| Legenda                                  | Legenda |
| ---------------------------------------- | ------- |
| Lottatore con 5 penalità o più Eliminato |         |

### 1 Turno
| Vincitore         | Pen. | Risultato | Sconfitto      | Pen. |
| ----------------- | ---- | --------- | -------------- | ---- |
| Jakob Brendel     | 0    | Schienato | Aatos Jaskari  | 3    |
| Herman Tuvesson   | 1    | Ai punti  | Louis François | 3    |
| Marcello Nizzola  | 0    | Schienato | László Szekfű  | 3    |
| Georgios Zervinis | 0    | -         | Esente         |      |

### 2 Turno
| Vincitore        | Pen. | Risultato | Sconfitto         | Pen. |
| ---------------- | ---- | --------- | ----------------- | ---- |
| Jakob Brendel    | 1    | Ai punti  | Georgios Zervinis | 3    |
| Herman Tuvesson  | 2    | Ai punti  | Aatos Jaskari     | 6    |
| Louis François   | 4    | Ai punti  | László Szekfű     | 6    |
| Marcello Nizzola | 0    | -         | Esente            |      |

### 3 Turno
| Vincitore        | Pen. | Risultato | Sconfitto         | Pen. |
| ---------------- | ---- | --------- | ----------------- | ---- |
| Marcello Nizzola | 1    | Ai punti  | Georgios Zervinis | 6    |
| Jakob Brendel    | 2    | Ai punti  | Herman Tuvesson   | 5    |
| Louis François   | 4    | -         | Esente            |      |

### 4 Turno
| Vincitore      | Pen. | Risultato | Sconfitto        | Pen. |
| -------------- | ---- | --------- | ---------------- | ---- |
| Louis François | 5    | Ai punti  | Marcello Nizzola | 4    |
| Jakob Brendel  | 2    | -         | Esente           |      |

### Finale
| Vincitore     | Pen. | Risultato | Sconfitto        | Pen. |
| ------------- | ---- | --------- | ---------------- | ---- |
| Jakob Brendel | 2    | Ai punti  | Marcello Nizzola | 7    |

## Classifica finale
| Pos.    | Atleta            | Nazione   |
| ------- | ----------------- | --------- |
| Oro     | Jakob Brendel     | Germania  |
| Argento | Marcello Nizzola  | Italia    |
| Bronzo  | Louis François    | Francia   |
| 4       | Herman Tuvesson   | Svezia    |
| 5       | Georgios Zervinis | Grecia    |
| 6       | Aatos Jaskari     | Finlandia |
| 6       | László Szekfű     | Ungheria  |